# Esvàstica

L'esvàstica hindú

L'esvàstica (també escrit no normativament com svastika o swastika) és una creu els braços de la qual estan doblegats en angle recte, ja sigui cap a la dreta o cap a l'esquerra. També es diu creu gammada, perquè cada braç s'assembla a la lletra grega gamma, i tetraskel que vol dir quatre cames en grec. La paraula prové del sànscrit, concretament del mot suasti que vol dir 'benestar' i la traducció literal de la paraula 'esvàstica' seria "conductiu al benestar".
Els budistes gairebé sempre fan servir la forma levogira. Al començament del segle xx el nacionalsocialisme (Partit Nacional Socialista dels Treballadors Alemanys) adoptà l'esvàstica com a emblema, i, arran de la Segona Guerra Mundial, a Occident s'associa majoritàriament com un símbol exclusivament feixista, desconeixent-ne l'ús abans del nazisme.

## Presència a la religió i a la mitologia

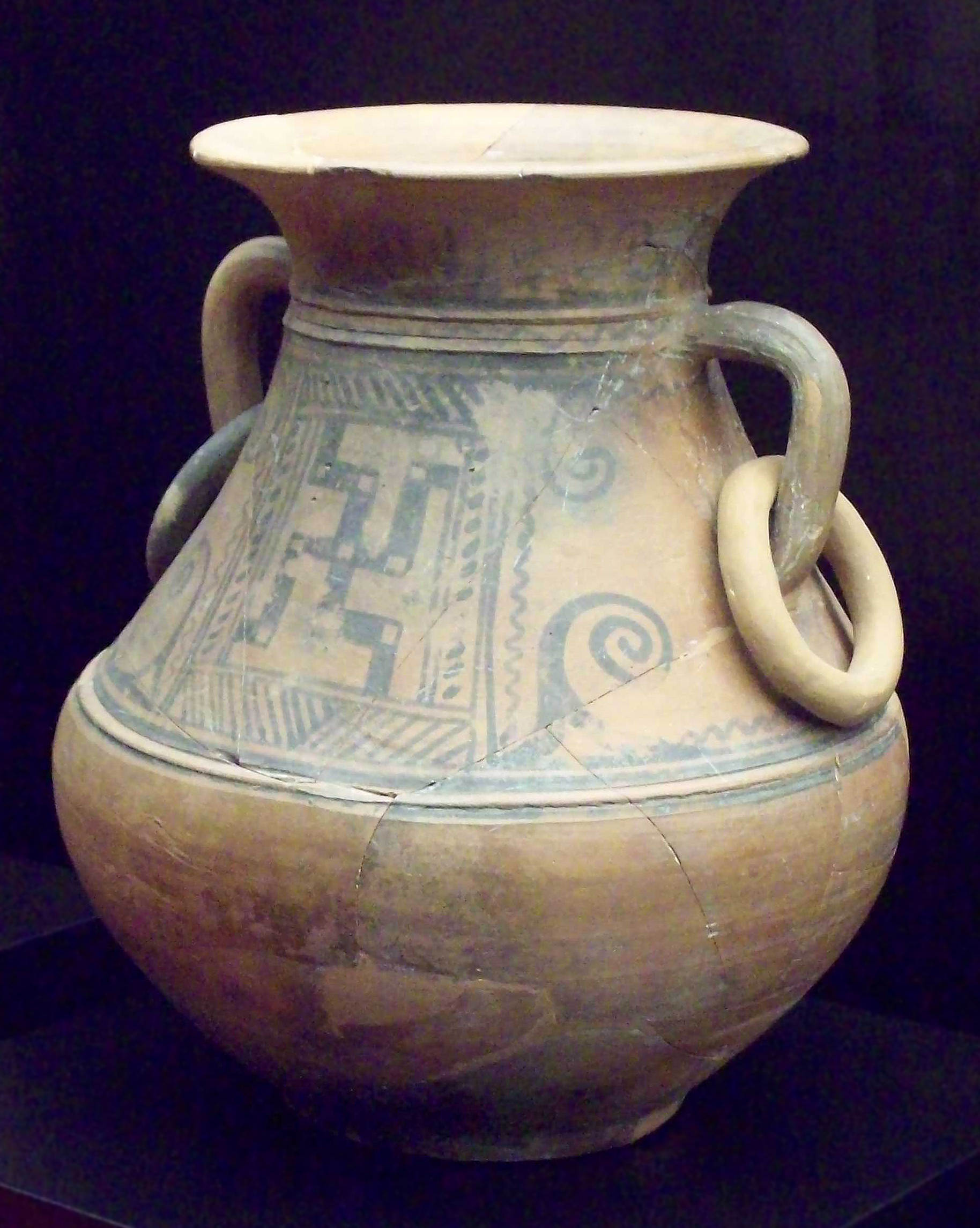
Ceràmica celtibera del segle II o I aC trobada a Numància, decorada amb una esvàstica

### Hinduisme
L'esvàstica es troba a tot arreu dels temples hindús. A l'hinduisme l'esvàstica es pot dibuixar cap a la dreta o cap a l'esquerra. Les dues formes representen les dues formes del Brama (el concepte impersonal de Déu). En el sentit de les agulles del rellotge representa l'evolució de l'univers, i en direcció contrària representa la seva involució.

### Budisme

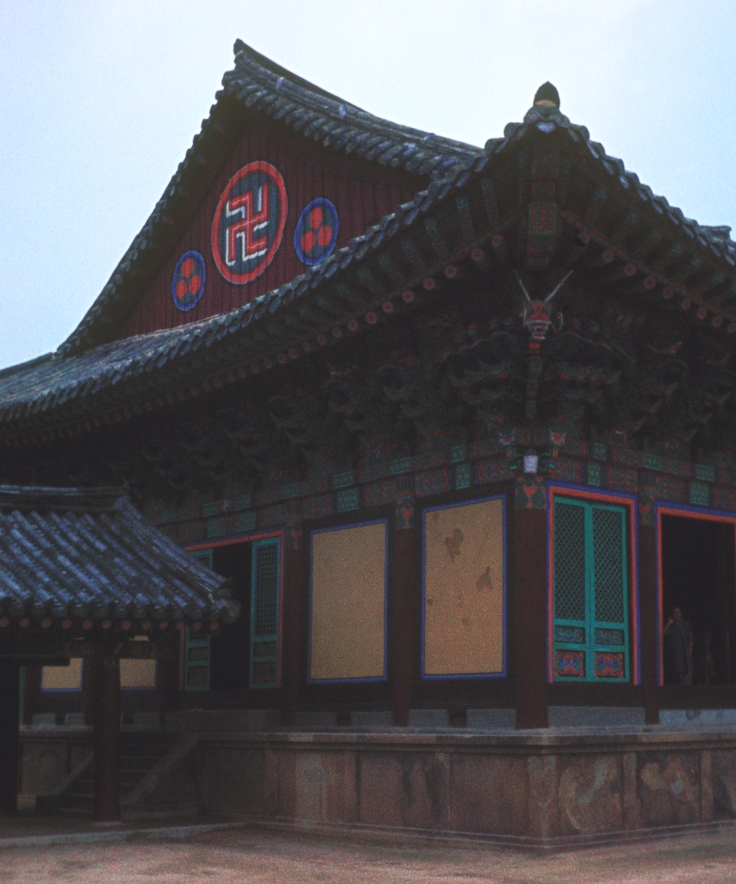
Imatge d'una esvàstica en un temple coreà

Al budisme l'esvàstica té la posició horitzontal. És un caràcter de l'escriptura xinesa (卍). Per la seva associació amb el nazisme, des de mitjan segle xx són totes levogires. Aquest símbol es pot trobar normalment als envasos de menjar xinès (que vol dir que el menjar és vegetarià i pot ser consumida per budistes), o a la roba dels nens petits (per protegir-los dels mals esperits)

## Curiositats

Bandera de la força aèria finesa, entre el 1918 i el 1944

L'escriptor britànic Rudyard Kipling, molt influenciat per la cultura de l'Índia, tenia una esvàstica en la coberta de tots els seus llibres fins que va aparèixer el nazisme. Els Boy Scouts també el tenien com a símbol, de la mà de Robert Baden-Powell, molt possiblement influenciat per la cultura índia. Estava present en la medalla del mèrit, fins que el 1935 es va decidir canviar-lo.
L'esvàstica apareix com a símbol militar en exèrcits com el letó i el finès a principis del segle xx tot i que amb presentacions diferents. No tenia res a veure amb el nazisme.
Una població d'Ontàrio, al Canadà es diu Swastika. El poble es va crear el 1906 pel descobriment de mines d'or. Durant la Segona Guerra Mundial el govern canadenc va voler canviar-li el nom, però la població s'hi va oposar. La multinacional sueca ASEA va fer servir de logotip una esvàstica fins al 1933, que va decidir canviar-lo per no veure's identificada amb el nazisme.

## A l'Alemanya nacionalsocialista

Bandera nazi

Com ja s'ha dit, pels occidentals, l'esvàstica s'associa al nazisme en particular i al feixisme en general. Els teòrics nazis adoptaren el símbol de l'esvàstica afirmant que l'ascendència de la raça ària provenia de l'Índia i que de les seves tradicions vèdiques sorgí l'esvàstica. Els nazis van usar principalment l'esvàstica negra dins d'un cercle blanc sobre un fons vermell i en sentit dextrogir (que gira en el sentit de les sagetes del rellotge). L'ús de l'esvàstica com a símbol polític està prohibit a Alemanya.

## Temes relacionats
- La creu fletxada del partit feixista hongarès.
- La creu celta emprada pels neofeixistes moderns.
- El lauburu, emblema tradicional èuscar, similar a l'esvàstica.
- La runa odal de la neonazi Federació d'Estudiants Afrikaner.
- La trisquela, emblema entre altres de l'illa de Man, té un certa semblança amb l'esvàstica.